# Antje Otterson
Antje Otterson (* 1979) ist eine deutsche Schauspielerin.

## Leben
Ihre ersten acht Lebensjahre verbrachte sie in Göttingen. Dann zog sie mit ihrer Familie nach Wolfenbüttel um, wo sie bei Schülertheaterproduktionen erste Erfahrungen als Schauspielerin sammeln konnte. Ihre Ausbildung absolvierte Otterson von 2001 bis 2004 an der ältesten Hamburger Schauspielschule, dem Hamburger Schauspielstudio Frese. Engagements an verschiedenen norddeutschen Theatern führten sie über Lübeck, Wilhelmshaven und Kiel nach Hamburg.

## Auftritte

### Filmografie
- 2004: Wackeltontakt (Kurzfilm)
- 2004: Gehen Sie nicht über Los (Kurzfilm)
- 2005: Dabei gewesen (Kurzfilm)
- 2005: Schwere Geburt (Kurzfilm)
- 2006: Ich traf dich im März
- 2006: Die Rettungsflieger (Fernsehserie, Episodenrolle)
- 2006: Dr. Martin (Fernsehserie, Episodenrolle)
- 2010: Vater Morgana
- 2011: Restrisiko
- 2018: Die Pfefferkörner (Fernsehserie, Episodenrolle)
- 2018: Morden im Norden (Fernsehserie, Folge: Schwere Zeiten)
- 2019: Großstadtrevier (Fernsehserie, Folge: Duell auf der Rennbahn)
- 2020: Nord Nord Mord – Sievers und die schlaflosen Nächte
- 2024: Nord bei Nordwest – Kobold Nr. Vier

### Theater
- 2004: Der Zauberer von Oz nach L. Frank Baum (Landesbühne Niedersachsen Nord, Wilhelmshaven)
- 2004: Leviathan von Dea Loher (Hochschule für Musik und Theater Hamburg, Zeisehallen, Hamburg)
- 2004: Burning Love von Fitzgerald Kusz (Theater Die Komödianten, Kiel)
- 2004: Heute Abend: Lola Blau – ein Gesangsabend von Georg Kreisler (Komödie Winterhuder Fährhaus, Hamburg)
- 2005: Das doppelte Lottchen von Erich Kästner (Theater Lübeck)
- 2005: Die Hure von Harlem von Anthony Swerling (Theater Die Komödianten, Kiel)
- 2005: Pannenhilfe von Xavier Durringer (Deutsches Schauspielhaus in Hamburg / Malersaal)
- 2006: Mädchen Matrosen Ahoi (Theater Die Komödianten, Kiel)
- 2006: Der kleine Prinz von Antoine de Saint-Exupéry (Theater Die Komödianten, Kiel)
- 2006: Liza von Ernst Sauter (Ernst-Deutsch-Theater, Hamburg)
- 2006: Liederliche Nacht (Theater Die Komödianten, Kiel)
- 2007: Die fetten Jahre sind vorbei (Theater in der Basilika, Hamburg)
- 2007: Sommer vorm Balkon (Theater in der Basilika, Hamburg)
- 2008: Tischlein deck dich (Ernst-Deutsch-Theater, Hamburg)